# Paolo Prestigiacomo
Paolo Prestigiacomo (San Mauro Castelverde, 8 novembre 1947 – Roma, 12 luglio 1992) è stato uno scrittore e poeta italiano.

## Biografia
Finito il liceo in Sicilia, si è trasferito a Roma dove ha esordito come poeta, segnalandosi subito per la freschezza di immagini e per la capacità evocativa della sua scrittura.
Legato d'amicizia ad Aldo Palazzeschi, ne ha curato l'epistolario con Marinetti. Gran parte della sua opera in prosa è inedita. Il Comune di San Mauro Castelverde ha indetto a suo nome il Premio e il Festival di Poesia “Paolo Prestigiacomo" diretto da Fabrizio Ferreri.

## Premio di poesia "Paolo Prestigiacomo"
Nel 1993 su iniziativa di Gabriella Sica e Nunzio Prestigiacomo (fratello di Paolo Prestigiacomo) e con il sostegno dell’amministrazione comunale di San Mauro Castelverde, viene indetto il Premio Letterario “Paolo Prestigiacomo”, per promuovere e riportare all’attenzione l’opera dello scrittore maurino.
Attivo per sei edizioni dal 1993 al 2007, è stato ripreso nel 2019 su iniziativa del prof. Fabrizio Ferreri, Nunzio Prestigiacomo e Gabriella Sica con il sostegno dell’amministrazione comunale di San Mauro Castelverde.
Negli anni sono stati premiati poeti, scrittori e intellettuali tra i più importanti in Italia, con un’attenzione anche alla produzione dei poeti più giovani.
Il premio, giunto all'XI edizione, è diretto dal prof. Fabrizio Ferreri, mentre Gabriella Sica è Presidente della giuria.
Nelle diverse edizioni il Premio ha collaborato con L’Estroverso (2019-2022) e con Poesia del Nostro Tempo (2023).

## Festival di poesia "Paolo Prestigiacomo"
Nel 2021 nasce a San Mauro Castelverde il Festival di poesia "Paolo Prestigiacomo", fondato dal prof. Fabrizio Ferreri, come evoluzione dello storico Premio di Poesia Edita "Paolo Prestigiacomo".
Il Festival nel 2021 ha ricevuto il riconoscimento di Civic Places da Fondazione Italia Sociale, e di Luogo della Bellezza da Fondazione Patria della Bellezza nel 2022, grazie alla piazzetta "Paolo Prestigiacomo", uno dei luoghi fondamentali del Festival, insieme alla costituenda Casa della Poesia "Paolo Prestigiacomo".
Nel 2022 il Festival di Poesia "Paolo Prestigiacomo", ottiene anche, tra circa cinquanta iniziative partecipanti da tutto il territorio nazionale, la menzione speciale “Ri-generazioni future” nell’ambito del premio Comete Civiche – Look Up organizzato da Fondazione Prioritalia in collaborazione con l’Associazione Il Quinto Ampliamento (di cui è socia la Fondazione Adriano Olivetti) per individuare e valorizzare le migliori pratiche trasformative italiane ad alto impatto civico nelle tre aree ambientale, sociale e culturale.
Il riconoscimento è stato conferito al Sindaco di San Mauro Castelverde Dr. Giuseppe Minutilla e al direttore del Festival prof. Fabrizio Ferreri nella prestigiosa sede istituzionale della Sala degli Atti parlamentari della Biblioteca del Senato Italiano dai promotori, dai componenti del Comitato Scientifico e dai partner del premio.

## Opere

### Poesie

#### In volume
- Relitti del mare, Teramo, Edilgrafital, ottobre 1969, ora con postfazione, Il giovane Prestigiacomo, e una poesia dedicata di Gabriella Sica, Venezia, Officine Grafiche Boschiero, ottobre 2002;
- Grotteschi, Milano, Società di poesia – per iniziativa di Guanda, 1981.

#### In riviste e antologie
- Ricordi di un’estate, Dafni, marzo- aprile 1965;
- Pozzo di sale, Il Corriere delle Madonie, n. 16, 1 novembre 1967, poi in Relitti del mare, cit.;
- Poesie, L'Argine letterario, n. 4, ottobre-dicembre 1970;
- Tre poesie, Galleria, n. 3-4, maggio-agosto 1972;
- Grotteschi, Il Caffè, n. 2, 1972, poi in Grotteschi, cit;
- Poesie, Galleria, n. 1, gennaio-febbraio 1974;
- Quattro studi per Il tempio capovolto, Rapporti, n. 12-13, giugno 1977; poi in Scrivere, n. 523, novembre-dicembre 1992;
- Suite viola, in Poeti italiani al 2° Festival Internazionale dei Poeti, Roma, Studio Forma, 1980;
- Bestiario, Prato Pagano, n. 3, aprile 1981, pp. 75–91;
- Bestiario, in Poesia italiana oggi (a cura di Mario Lunetta), Roma, Newton Compton, 1981, pp. 101–104, 372;
- Notizie, in Folia sine nomine, a cura di Cesare Ruffato e Luciano Troisio, Bologna, Selezioni,1981;
- Da-Da, Discorso Diretto, Quaderno n. 3, 1981;
- Fugacità e densità, a cura di Aldo Gerbino, in Prometheus. Quindicinale di informazione, anno V, n. 124, 27 febbraio 2006;
- Poesie, in Parola plurale. Sessantaquattro poeti italiani tra due secoli (a cura di Giancarlo Alfano, Alessandro Baldacci, Cecilia Bello Minciacchi, Andrea Cortellessa, Massimiliano Manganelli, Raffaella Scarpa, Fabio Zinelli, Paolo Zublena, Roma, Luca Sossella Editore, 2005).

### Racconti

#### In volume
- L’incantesimo (a cura di Gabriella Sica con un suo scritto, L’incantesimo di Paolo, poi in Sia dato credito all’invisibile. Prose e saggi, Venezia, Marsilio, 2000, pp. 99–105), Ripatransone, Edizioni Sestante, 1993.

#### In riviste e antologie
- Risposta al Questionario in dieci domande in Il pubblico della poesia di Alfonso Berardinelli e Franco Cordelli, Roma, Lerici, 1975, poi Roma, Castelvecchi, 2004;
- Il cicutaio, Un poeta a settimana, a cura di Franco Cordelli, Simone Carella, Ulisse Benedetti, Beat 72, 12 febbraio 1977;
- Il guardiano del circo, Nuovi Argomenti, n. 53-54, gennaio-giugno 1977, ora in L’incantesimo, cit.;
- Il giardino dei fiori di malva, monologo messo in scena nell’ambito della rassegna “Sex Poetry, La poesia del sesso. Il sesso della poesia”, a cura di Michelangelo Coviello, dal 21 al 23 febbraio 1979 al Teatro Out-off di Milano, come documenta una foto con didascalia, “Paolo Prestigiacomo, Il giardino dei fiori di malva. Attori: Patrice e André”, Alfabeta, n. 2, giugno 1979; poi pubblicato in Nuovi Argomenti, n. 22, 1979, pp. 29–34, ora in Enzo Siciliano (a cura di), Racconti italiani del Novecento, Milano, Meridiani Mondadori, 2001, vol. III, pp. 1019–1033;
- La zattera del predone, Prato Pagano, n. 1, gennaio 1980, pp. 57–72;
- L’immortale, Tabula, n. 3-4, marzo 1980;
- Monologo di Nastarte, Prato Pagano, n. 2, ottobre 1980, pp. 89–107;
- Le salivanti, Prato Pagano, n. 4, gennaio 1982, pp. 55–65;
- L’ingannatrice, Incognita, n. 3-4, settembre-dicembre, 1983, ora in L’incantesimo, cit.;
- Cartagine, Prato Pagano, n. 1, Primavera 1985, pp. 20–24;
- Una genia di debosciati, Prato Pagano, n. 1, Primavera 1985, pp. 70–71;
- L’incantesimo, Prato Pagano, n. 2, Estate-Autunno, 1985, ora in L’incantesimo, cit.;
- Dittico futile, Prato Pagano, n. 3, Inverno 1985, pp. 31–34;
- Una famiglia siciliana, Nuovi Argomenti, n. 22, 1987, pp. 29–34;
- Estate, Nuove Effemeridi, n. 27, 1994, pp. 111–115;

### Saggi e articoli

#### In volume
- Paolo Prestigiacomo (Introduzione e cura di), Carteggio Marinetti Palazzeschi, Presentazione di Luciano De Maria, Milano, Mondadori, 1978.

#### In riviste
- Foscolo e Leopardi, Rassegna dei migliori temi, n. 1, anno scolastico 1965-1966;
- Gozzano e D’Annunzio, Tesi di laurea sostenuta all’Università degli Studi di Roma "La Sapienza", relatore il prof. Giuliano Manacorda, 1971, inedita;
- Riviste e ideologie: dalla Ronda al Baretti. Un saggio di Giuliano Manacorda, L’Argine letterario, n. 4, dicembre 1972;
- I fantasmi di Tancredi, Galleria, n. 1-2, gennaio-aprile 1973;
- Socialisti e cattolici in Sicilia, Galleria, n. 1-2, gennaio-aprile 1973;
- Obiezione di coscienza, L’Avanti, 29 aprile 1973;
- Una struttura della povertà il linguaggio dell’ultimo Balestrini, Galleria, n. 34, maggio-agosto 1973;
- Vent’anni di pazienza, Riforma della scuola, n. 6-7, 1973;
- La maschera e il D’Annunzio, Nuovi Argomenti, n. 58, 1977;
- Una molotov a sorpresa, la Repubblica, 31 luglio 1977;
- Scherzo, Beta Bollettino, Supplemento alla scrittura scenica, n. 2, 1977;
- Marinetti collaudatore, Rapporti, n. 14-15, marzo-giugno 1978;
- Dostoevskij innamorato. Introduzione al volume Lettere ad Anja di Fëdor Michajlovič Dostoevskij, Roma, Abete-Il Melograno, 1979;
- “La piramide” di Palazzeschi, Galleria, n. 2-4, luglio 1974;
- Palazzeschi: testamento per i giovani, Paese Sera, 16 settembre 1974;
- La solitudine e il grottesco, Rinascita, n. 46, 19 novembre 1976;
- La banda futurista e l’uomo di fumo, La Repubblica, 5 giugno 1977;
- Il “ragazzettuccuio” che scriveva a Marinetti, Paese Sera, 20 settembre 1978;
- Storia di un’amicizia giovanile. Introduzione e note al Carteggio Marinetti Palazzeschi, cit. .